# Jacques Dorfmann
Jacques Dorfmann (* 2. Dezember 1945 in Toulouse, Frankreich) ist ein französischer Filmproduzent mit einigen späten Ausflügen zur Drehbuch-Tätigkeit und der Filmregie.

## Leben und Wirken
Der Sohn des Filmproduzenten Robert Dorfmann sammelte seine ersten Filmerfahrungen in der Firma des Vaters, Les Films Corona. Bereits mit 18 Jahren war er ungenannt an der Produktion der Komödie “Monsieur geht fremd” beteiligt und trat 1967/68 mit winzigen Rollen in den Filmen Mayerling und Leichen pflastern seinen Weg vor die Kamera. Unmittelbar darauf begann Jacques Dorfmann regelmäßig Filme zu produzieren, die anfänglich unter dem Dach von Robert Dorfmanns Corona-Film entstanden.
Einhergehend mit dem Rückzug Robert Dorfmanns von der Filmproduktion Anfang der 1970er Jahre begann dessen Sohn Jacques nunmehr eigenständig zu produzieren. Unter seiner Schirmherrschaft entstanden, oftmals in Zusammenarbeit mit Produzentenkollegen, ebenso hochkarätige wie kommerzielle Unterhaltungsproduktionen, die an den Kinokassen bestanden und mit nationalen Ikonen wie Alain Delon (Der Schocker, Eiskalt wie das Schweigen), Pierre Richard (Der große Blonde mit dem blauen Auge), Romy Schneider (Trio Infernal), Michel Piccoli (Trio Infernal und Quartett Bestial) und Gérard Depardieu (Quartett Bestial) besetzt waren.
Nach dem Steinzeitfilm Am Anfang war das Feuer, Dorfmanns letztem großen Erfolg zu Beginn der 1980er Jahre, für den er auch einen César in Empfang nehmen konnte, verflachte die Qualität seines Outputs. Nach 1983 produzierte er nur noch in unregelmäßigen Abständen Filme. In späteren Jahren versuchte sich Jacques Dorfmann auch dreimal als Filmregisseur und betätigte sich dort überdies als Drehbuchautor. Nach seinem 1998 inszenierten, während des Gallischen Kriegs spielenden und international coproduzierten Schlachtenpanorama Druids – der letzte Kampf gegen Rom (Alternativtitel: Vercingétorix – Kampf gegen Rom), das erst zum Jahresbeginn 2001 den Weg in die Kinosäle fand und von der nationalen wie internationalen Kritik regelrecht verrissen wurde – Das deutsche Lexikon des Internationalen Films sprach von „mangelnde(r) Schauspielführung“ und „einfältige(n) Dialogen“ und rügte schließlich auch den „einfache(n) Inszenierungsstil“ –, beendete Jacques Dorfmann seine filmische Tätigkeit.
Im Zuge der Debatte um sexuelle Übergriffe in der amerikanischen Filmbranche und den entsprechenden Vorwürfen gegen den Hollywood-Produzenten Harvey Weinstein wurden auch Anschuldigungen gegen Dorfmann laut. Die französische Schauspielerin Florence Darel beschuldigte ihn in einem Interview der sexuellen Belästigung.

## Filmografie
Als (Co-)Produzent, wenn nicht anders angegeben
- 1968: Leichen pflastern seinen Weg (Il grande silenzio) (Darsteller)
- 1968: Une été américain (Dokumentarfilm)
- 1969: Armee im Schatten (L’Armée des ombres)
- 1970: Vier im roten Kreis (Le Cercle rouge)
- 1971: Der Albatros (L'albatros)
- 1972: Wir werden nicht zusammen alt (Nous ne vieillirons pas ensemble)
- 1972: Die große Masche (Tout le monde il est beau, tout le monde il est gentil)
- 1972: Der Schocker (Traitement de choc)
- 1973: Der große Blonde mit dem blauen Auge (Juliette et Juliette)
- 1974: Trio Infernal (Le Trio infernal)
- 1974: Eiskalt wie das Schweigen (Les Seins de Glace)
- 1975: Der dritte Grad
- 1975: Quartett Bestial (Sept morts sur ordonannce)
- 1976: Le grand fanfaron
- 1977: Die Trottel der Legion (Et vive la liberté!)
- 1978: Der Zeuge (Le témoin)
- 1979: Hummer zum Frühstück (Aragosta a colazione) (nur Co-Drehbuch)
- 1979: Oh lala, immer auf die Kleinen (C'est dingue… mais on y va)
- 1979: Bobo Jacco
- 1980: Hemmungslose Erotik (Contes pervers)
- 1980: Les Charlots contre Dracula
- 1981: Am Anfang war das Feuer (La Guerre du feu)
- 1981: Superbiester! ‘nen Freund zum Geburtstag (Une glace avec deux boules ou je le dis à maman)
- 1982: Family Rock
- 1983: Tödliche Spur (Le Faucon)
- 1985: L'unique (nur Co-Drehbuch)
- 1986: L’arraignée de Satin
- 1988: Die Wiege der Tränen (Le Palanquin des larmes) (Regie, Co-Drehbuch)
- 1990: Bethune – Ein Arzt wird zum Helden (Bethune: The Making of a Hero)
- 1991: Robinson et Compagnie
- 1992: Schatten des Wolfes (Shadow of the Wolf) (Co-Regie, Co-Drehbuch)
- 1993: Von Begierde getrieben (Les Veufs)
- 1994: Le Vent du Wyoming
- 1997: Sucre amer
- 2001: Vercingétorix – Kampf gegen Rom (Vercingétorix) (auch Regie und Co-Drehbuch) (gedreht 1998)